# Falko Bindrich
Falko Bindrich (* 17. Oktober 1990 in Zittau) ist ein deutscher Großmeister im Schach und Schachtrainer.

## Leben
Auch sein Vater Oswald (* 1951) ist ein starker Schachspieler mit einer höchsten Elo-Zahl von 2294 im Jahre 2000 und konnte Falko Bindrich auf vielen Turnieren als Spieler begleiten. Schach lernte er jedoch zuerst von seinem älteren Bruder.
Im Jahre 2004 unterstützte Bindrich bei einer Großveranstaltung die deutsche Krebsliga in Leipzig mit einer Simultanveranstaltung und Moderation. Simultanvorstellungen gab er auch bei der Kinderstiftung Zittau.
Falko Bindrich besuchte das Christian-Weise-Gymnasium in Zittau. Nach seinem Abitur 2009 verpflichtete er sich für zwei Jahre als Sportsoldat in der Sportfördergruppe in Frankenberg/Sachsen. Er studierte Wirtschaftswissenschaft, Politikwissenschaft und Soziologie.
Zu seinen Trainern gehörten unter anderem die Großmeister Jiří Lechtýnský, Zigurds Lanka, Josif Dorfman, Ľubomír Ftáčnik sowie Davit Lobzhanidze und Leonid Rohovoy. Darüber hinaus trainierte Bindrich im Rahmen des Vorbereitungstrainings für die Schacholympiade 2008 in Dresden mehrmals mit Ex-Weltmeister Anatoli Karpow.
In der Amateur Chess Organization (ACO) ist Falko Bindrich seit 2010 Geschäftsführer, gemeinsam mit dem Internationalen Meister Tobias Hirneise.
Seit September 2013 ist er Mitglied der Deutschen Schachstiftung. Dabei setzt er sich für die Aufnahme von Schach als Schulfach in Südafrika ein.
| Hier fehlt eine Grafik, die leider im Moment aus technischen Gründen nicht angezeigt werden kann. Wir arbeiten daran! |

## Erfolge

### Einzelturniere
Im Jahre 2001 wurde er in Willingen (Upland) deutscher U12-Meister, 2002 als Elfjähriger in Winterberg deutscher U14-Meister und 2005 gewann er, wiederum in Willingen (Upland), mit großem Abstand die deutsche U16-Meisterschaft. Bei der Verleihung des FM-Titels im Oktober 2003 war er der jüngste Deutsche, der je diesen Titel erhalten hat. Seit 2006 trägt er den Titel Internationaler Meister, seit 2007 den Titel Großmeister.
Gerade zwölf Jahre alt geworden, belegte er beim Mountain Open im tschechischen Bedřichov mit einer Elo-Leistung von über 2500 den zweiten Platz. 2003 spielte er bei der Weltmeisterschaft U14 in Griechenland.
Im März 2008 gewann er mit 7,5 Punkten aus 9 Partien das 12. Neckar-Open in Deizisau. Im April 2011 gewann er die Großmeistergruppe der First-Saturday-Reihe mit 6,5 Punkten aus 9 Partien und einem Punkt Vorsprung. Wenige Monate später, im Oktober 2011, gewann er, wiederum mit Vorsprung und ungeschlagen, die A-Gruppe des Luzern Opens mit 5,5 Punkten aus 7 Partien.
2017 gewann er die zweite Ausgabe des German Masters.

### Vereine und GM-Normen
Sein erster Verein war der SC Oberland. Er wechselte dann zum höherklassig spielenden Dresdner SC. In der Saison 2006/07 hatte er seinen ersten Auftritt in der deutschen Schachbundesliga. Mit 11 aus 15 und einer DWZ-Performance von 2670 für den SC Remagen sicherte er sich seine erste Großmeister-Norm. Für die Saison 2007/08 wurde er für Brett 5 vom TSV Bindlach verpflichtet. Nach dem Rückzug von Bindlach aus der Bundesliga wechselte er zum Schachclub Eppingen. Die zweite GM-Norm bekam er bei der Europameisterschaft 2007 in Dresden, und da Normen bei der Europameisterschaft doppelt gezählt werden, erhielt er im September 2007 den Großmeister-Titel, nachdem er vorher die Grenze von 2500 Elo-Punkten überschritten hatte. Damit wurde Bindrich im Alter von 16 Jahren der zu dieser Zeit jüngste Großmeister Deutschlands.
Bindrich spielt, in Zittau, also in der Nähe Tschechiens, wohnend, auch in der tschechischen 1. Liga (Extraliga) für den circa 40 Kilometer entfernt spielenden ŠK Zikuda Turnov. In der Schweiz spielte er für den SK Tribschen und seit der Saison 2011 für den Schachklub Luzern und in der österreichischen 1. Bundesliga seit der Saison 2011/12 für den SK Hohenems. In der Saison 2013/14 wurde er mit dem SK Hohenems österreichischer Staatsmeister und erzielte das beste Einzelergebnis der österreichischen 1. Bundesliga mit 9,5 Punkten aus 11 Partien. In Deutschland spielte Bindrich von 2013 bis 2015 für den SC Turm Lüneburg in der Oberliga Nord, in der Saison 2015/16 für den TSV Bindlach-Aktionär in der 2. Bundesliga Ost, in der Saison 2017/18 für DJK Aufwärts St. Josef Aachen 1920 und in der Saison 2019/20 für den SV Lingen in der 1. Bundesliga. In Belgien spielte Bindrich für den KSK 47 Eynatten und Cercle d’Échecs Fontainois, mit denen er 2019 Meister wurde.

### Nationalmannschaft
Im Juli 2004 wurde er in Belgrad mit der deutschen Jugendnationalmannschaft U18-Europameister. Er war bis 2013 und noch einmal 2019 Mitglied des B-Kaders der deutschen Nationalmannschaft. Bei der Schacholympiade 2010 in Chanty-Mansijsk spielte er an Brett 3 der deutschen Mannschaft und erzielte 4,5 Punkte aus 8 Partien.

### Streitfall Bundesliga
Im Rahmen des Mannschaftskampfes SC Eppingen gegen die Sportfreunde Katernberg in der Saison 2012/13 kam Falko Bindrich in der Schachbundesligapartie am 21. Oktober 2012 gegen Sebastian Siebrecht der Aufforderung des Schiedsrichters nicht nach, ihm sein unerlaubt auf die Toilette mitgeführtes Handy zur Kontrolle auszuhändigen. Seine Partie wurde daraufhin als verloren gewertet. Der SC Eppingen kündigte daraufhin an, Bindrich bis zur endgültigen Klärung des Sachverhalts nicht mehr in seiner Bundesligamannschaft einzusetzen. Danach verhängte das Präsidium des Deutschen Schachbundes in seiner Sitzung am 19. Januar 2013 gegen Bindrich eine Funktions- und Spielsperre von zwei Jahren. Gegen diese legte Bindrich Einspruch ein und kündigte an, nötigenfalls auch zivile Gerichte anzurufen. Am 2. Mai 2013 wurde die Sperre vom DSB-Schiedsgericht aufgehoben. In der Begründung hieß es, die Sperre sei ohne Rechtsgrundlage verhängt worden, da Bindrich bei dem Vorfall nur dem Sanktionsrecht des Schachbundesliga e. V., nicht aber dem des DSB unterlegen habe. DSB-Präsident Herbert Bastian kündigte daraufhin an, diese Rechtslücke durch entsprechende Satzungsänderungen schließen zu wollen. Im April 2014 wurde bekannt, dass Bindrich den Deutschen Schachbund auf Schadenersatz in Höhe von 68.000 Euro verklagt. Im September 2014 wurde die Klage durch das Landgericht Berlin abgewiesen. Bindrich habe die Höhe seiner Einnahmeverluste nicht belegen können und ihn treffe zudem ein Mitverschulden an der verhängten Sperre.

## Auszeichnungen
In den Jahren 2003, 2005, 2007 und 2009 wurde Bindrich zum „Spieler des Jahres“ der Deutschen Schachjugend gewählt. Im Jahre 2007 konnte er sich wegen der Erlangung des Großmeistertitels im Schach in das Goldene Buch der Stadt Zittau eintragen.